# Лондон Уэлш
«Лондон Уэлш» (англ. London Welsh, валл. Cymry Llundain, в пер. на русск. «Валлийцы Лондона») — английский регбийный клуб, на данный момент базирующийся в Оксфорде. Одержав победу в Чемпионшипе сезоне 2011/12, команда получила право выступать в Премьер-лиге. В сезоне 2014/15 клуб вновь выступает на высшем уровне.

## История
«Уэлш», созданный валлийским сообществом Лондона, участвовал в соревнованиях на достаточно высоком уровне с момента основания в 1885 г. Официальное название клуба на валлийском языке, которое, впрочем, используется довольно редко, —  Clwb Rygbi Cymry Llundain.
В сезоне 2010/11 команда отмечала 125-ю годовщину своего создания. Празднования начались 25 августа в парке «Олд Дир», где состоялось представление с участием валлийских гвардейцев-барабанщиков и клубного хора «Уэлш». Все доходы от мероприятия были направлены в фонд помощи валлийским служащим в Афганистане.
За время существования клуб делегировал 177 регбистов в национальную сборную Уэльса, 43 спортсмена представляли лондонцев в сборной «Бритиш энд Айриш Лайонс». Семь из них — капитан Джон Доус (нынешний президент «Уэлш»), Дж. П. Р. Уильямс, Джеральд Дэвис, Мервин Дэвис, Джон Тэйлор (ныне управляющий директор и комментатор), Майк Робертс и Джефф Эванс — отправились вместе с «Лайонс» в турне по Новой Зеландии в 1971 г.
К нынешнему времени все игроки основного состава «Уэлш» получили профессиональный статус, что стало серьёзным подспорьем для будущего выхода в Премьер-лигу. Главный тренер Лин Джонс и капитан Джонатан Миллс смогли привить команде профессиональное мышление на поле, не разрушив при этом клубных традиций.
Несмотря на свой новый статус, лондонцы стремились сохранить в команде атмосферу любительского регби. Ведущий состав действительно представляет клуб на высшем уровне, однако несколько любительских составов также занимают прочные позиции в иерархии «Уэлш» — их деятельность не сводится к проведению чисто товарищеских встреч, сопровождаемых традиционными для регбийных фанатов удовольствиями. 
Также в клубе есть женская команда — LWWRFC, отметившая своё двадцатилетие в сезоне 2005/06. Зимой команда соревнуется в регби-15, летом — в «семёрке».
В декабре 2006 г. руководство клуба объявило о намерении присоединиться к Magners League (Про12) в качестве пятой валлийской команды. В дальнейшем заявление было отозвано — пресс-служба сослалась на неверное цитирование. В действительности «Уэлш» собирались предпринять подобные действия только в случае отмены ротации команд между английскими дивизионами. При этом подтверждено желание руководства использовать стадион совместно с ФК «Брентфорд». Рассматривалась возможность использования уже действующего «Гриффин Парка» или создания новой площадки на 20 000 мест.
В июне 2009 г., вскоре после получения профессионального статуса, клуб испытал серьёзные экономические проблемы. Уже в июле «Уэлш» был продан компании Saudex Global, возглавляемой Нилом Холлинсхедом. Клуб получил разрешение на дальнейшее выступление в Чемпионшипе, однако федерация наложила на «Уэлш» штраф в пять турнирных очков. Согласно данным BBC (март 2011 г.), материалы суда показывают, что Холлинсхеду «вменяется представление ложных документов и подложных данных счёта в банке с целью продолжения контроля над клубом и что он многократно лгал, чтобы поручиться, что владение клубом было передано ему». Бывшие акционеры «Уэлш» расторгли соглашение 2009 г., по которому их активы перешли Холлинсхеду. Их полномочия были возобновлены в январе 2010 г.
1 июня 2012 г. стало известно, что сопредседатель ФК «Кристал Пэлас» Стив Пэриш проводил переговоры с руководством «Уэлш» о возможности совместного использования арены футбольного клуба — «Селхерст Парк». Дело в том, что намерение «Уэлш» проводить домашние матчи на стадионе «Кассам» было признано несостоятельным со стороны Регбийного союза (лондонцы завоевали путёвку в Премьер-лигу). По итогам первого же сезона на высшем уровне команда выбыла из числа сильнейших и вернулась в Чемпионшип.

### Текущий состав
Сезон 2012/13.
- Ниже приведены игроки, выступавшие за «Лондон Уэлш» в сезоне 2011/12 на правах аренды. На данный момент неизвестно, продолжат ли они выступать за столичный клуб в сезоне 2012/13.

| Игрок             | Клуб-владелец  | Позиция   | Ассоциация |
| ----------------- | -------------- | --------- | ---------- |
| Леополд Халаватау | «Лондон Айриш» | Проп      | Тонга      |
| Макс Лэйхифф      | «Лондон Айриш» | Проп      | Англия     |
| Киран Лоу         | «Лондон Айриш» | Фланкер   | Англия     |
| Эдвард Сиджери    | «Лондон Айриш» | Фланкер   | Уэльс      |
| Джек Моутс        | «Лондон Айриш» | Скрам-хав | Уэльс      |

## Известные игроки

### «Бритиш энд Айриш Лайонс»
Данные игроки призывались в команду во время выступления за «Лондон Уэлш».
| - Роберт Акерман — 1983 - Вивиан Дженкинс — 1938 - Томми Джонс-Дэвис — 1930 - Джон Доус — 1971 - Джеральд Дэвис — 1971 - Мервин Дэвис — 1971 - Джефф Эванс — 1971 - Элан Льюис — 1977 |  | - Дуглас Марсден-Джонс — 1924 - Тедди Морган — 1904 - Клайв Риз — 1974 - Майк Робертс — 1971 - Билли Рэйбулд — 1968 - Джон Тэйлор — 1968,1971 - Дж. П. Р. Уильямс — 1971,1974 - Джек Уильямс — 1908 |  |

### Капитаны сборной Уэльса
Данные игроки избирались капитанами сборной Уэльса во время выступления за «Лондон Уэлш».
- Тедди Морган — 1908
- Уик Пауэлл — 1927
- Джон Доус — 1968-71

### Другие известные регбисты
| - Харри Аззелл - Норман Биггз - Кевин Боуринг - Ронни Бун - Тони Грэй - Артур Гулд - Боб Гулд - Рис Гэйб |  | - Кит Джарретт - Артур Льюис - Брин Мередит - Рег Пламмер - Томми Риз - Хэйдн Таннер - Уотсин Томас - Фрэнк Уитком |  | - Джеймс Ханнан - Артур Хардинг - Колин Чарвис - Том Шенклин - Даррен Эдвардс - Джефф Янг - Суниа Кото - Джозеф Партридж |  |